# Меррилл, Элмер Дрю
Э́лмер Дрю Ме́ррилл (англ. Elmer Drew Merrill; 15 октября 1876 — 25 февраля 1956) — американский ботаник, специализировавшийся на флоре Азиатско-Тихоокеанского региона.
Член Национальной академии наук США (1923), корреспондент Парижской академии наук (1945).

## Биография
Родился в штате Мэн, закончил Мэнский университет (англ. University of Maine), где в 1898 году получил степень бакалавра.
С 1900 по 1901 год изучал медицину в Университете имени Джорджа Вашингтона (англ. The George Washington University).
Служил ботаником в министерстве сельского хозяйства США. C 1902 по 1923 год проводил исследования на Филиппинских островах.
Возвратился в Соединённые Штаты и стал деканом колледжа земледелия в калифорнийском университете Беркли.
В 1929 году он переехал в Нью-Йорк, где стал профессором ботаники в Колумбийском университете. Также с 1929 по 1935 год исполнял обязанности директора Нью-Йоркского ботанического сада (англ. New York Botanical Garden).
В 1935 году начал работать в Гарвардском университете, где оставался до выхода на пенсию в 1946 году.
Известен своими обширными исследованиями таксономии азиатских растений. Его получившая известность работа «A flora of Manila» вышла в 1912 году. Между 1922 и 1926 годами вышел четырёхтомный труд «An Enumeration of Philippine Flowering Plants». Последняя его работа «The botany of Cook’s voyages and its unexpected significance in relation to anthropology, biogeography, and history», подытожившая результаты исследований, была опубликована в 1954 году.

## Именем Мэррилла названы
Роды растений:
- Elmerrillia Dandy (1927), виды которого относят чаще к роду Магнолия (Magnolia)
- Merrillanthus Chun & Tsiang (1941) семейства Кутровые (Apocynaceae)
- Merrillia Swingle (1918) семейства Рутовые (Rutaceae)
- Merrilliopanax H.L.Li (1942) семейства Аралиевые (Araliaceae)

- Сантол (Sandoricum koetjape Merr.). Ботаническая иллюстрация из книги Бланко «Flora de Filipinas»

## Некоторые работы
- A flora of Manila. 1912, Bureau of Printing (Манила)
- An enumeration of Philippine flowering plants. 1922, Bureau of Printing (Манила)
- A bibliographic enumeration of Bornean plants. (недоступная ссылка) 1924, Printed by Fraser & Neave, ltd. (Сингапур)
- The botany of Cook’s voyages and its unexpected significance in relation to anthropology, biogeography, and history. 1954, Chronica Botanica Co. (Waltham, Mass)